# موريس جيفرز
موريس جيفرز (بالإنجليزية: Maurice Jeffers)‏ مواليد 3 أبريل 1979 في موريلتون، هو لاعب كرة سلة أمريكي سابق. بدأ مسيرته الاحترافية في سنة 2001. تم اختياره من قبل فريق سكرامنتو كينغز خلال الدرافت. يبلغ طوله 6 قدم 5 بوصة (2.0 م). اعتزل اللعب في 2012. لعب مع نادي لاردة لكرة السلة ونادي بريوغان لكرة السلة.

## روابط خارجية
- موريس جيفرز على موقع سبورتس رفرنس (الإنجليزية)
- موريس جيفرز على موقع كرة السلة الأوروبية.كوم (الإنجليزية)
- موريس جيفرز على موقع كلية كرة السلة في سبورتس رفرنس.كوم (الإنجليزية)
- موريس جيفرز على موقع ريلجم (الإنجليزية)
- موريس جيفرز على موقع بروبوليرز (الإنجليزية)
- موريس جيفرز على موقع سبورتس رفرنس (الإنجليزية)